# 布盧姆斯代爾 (密蘇里州)
布盧姆斯代爾（英語：Bloomsdale）是位於美國密蘇里州聖熱訥維耶沃縣的城市。

## 人口
根據2020年美國人口普查的數據，布盧姆斯代爾的面積為4.24平方千米，當中陸地面積為4.22平方千米，而水域面積為0.02平方千米。當地共有人口639人，而人口密度為每平方千米151人。